# 次磺酸

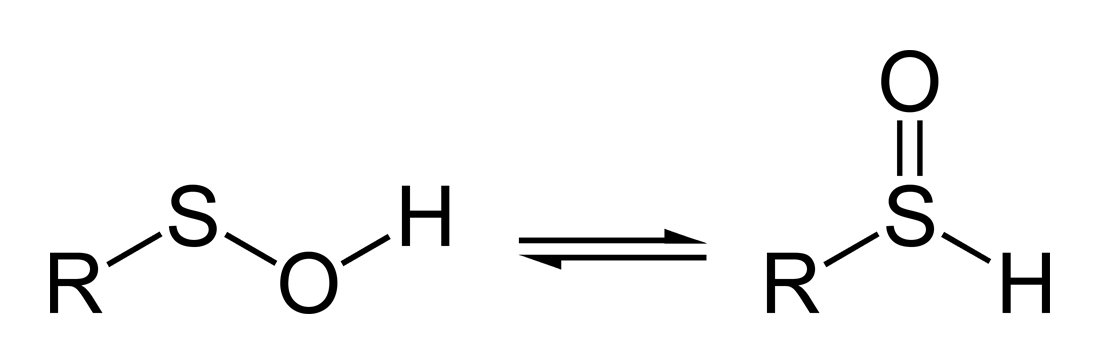
雖然次磺酸可能具有互變異構物，但根據光譜測量，以及理論研究表明，在左邊的結構幾乎完全佔主導地位。

在化學中，次磺酸是一種含氧的有機化合物的官能基，其通式為RSOH，其中R≠H（若R=H則為硫氧化氫）。次磺酸是一種有機硫含氧酸的第一個成員，其他還包括了亞磺酸（RSO2H）、磺酸（RSO3H）等。

## 性質
與亞磺酸和磺酸相比，簡單的次磺酸（如：甲次磺酸，CH3SOH）具有高度活性，極容易發生化學反應，因此難以從溶液中進行分離。氣態的甲次磺酸半衰期約為1分鐘。藉由觀測甲次磺酸的微波光譜（轉動光譜）發現他的結構為 CH3–S–O–H。次磺酸通過空間位阻的影響，可以穩定存在，防止次磺酸凝結形成硫代亞磺酸酯（RS(O)SR），如大蒜中的大蒜素。通過使用X-射線結晶學的分析，這種穩定的次磺酸酸的結構被證實是R-S-O-H鍵。因空間位阻而穩定的次磺酸，如1-三蝶烯次磺酸（1-triptycenesulfenic acid）已測得其pKa為12.5，且O-H鍵的解離能（BDE）為 71.9 ± 0.3 kcal/mol，可與有機過氧化物的pKa ≥14和O–H BDE ∼88 kcal/mol做比較。